# ARLA (Programmiersprache)
ARLA ist eine für Industrieroboter entwickelte Programmiersprache.

## Geschichte
Sie wurde zu Beginn der 1980er Jahre von ASEA (heute: ABB) entwickelt. ARLA steht für ASEA Programming Robot LAnguage. Zu den Baureihen, die von ARLA unterstützt werden, zählt die IRB2000 und IRB6000.
ARLA wurde 1981 mit der S2-Steuerung eingeführt. Der Steuerrechner basiert auf zwei 68000-CPUs. 1992 wurde sie im Zuge der Umstellung auf die S4-Steuerung abgelöst durch RAPID.